# Armeau
Armeau est une commune française située dans le département de l'Yonne, en région Bourgogne-Franche-Comté.

## Géographie
La commune est située à 73 mètres d'altitude.

### Climat
Pour des articles plus généraux, voir Climat de la Bourgogne-Franche-Comté et Climat de l'Yonne.
En 2010, le climat de la commune est de type climat océanique dégradé des plaines du Centre et du Nord, selon une étude du Centre national de la recherche scientifique s'appuyant sur une série de données couvrant la période 1971-2000. En 2020, Météo-France publie une typologie des climats de la France métropolitaine dans laquelle la commune est exposée à un climat océanique altéré et est dans la région climatique Nord-est du bassin Parisien, caractérisée par un ensoleillement médiocre, une pluviométrie moyenne régulièrement répartie au cours de l’année et un hiver froid (3 °C).
Pour la période 1971-2000, la température annuelle moyenne est de 11,4 °C, avec une amplitude thermique annuelle de 16,1 °C. Le cumul annuel moyen de précipitations est de 702 mm, avec 11,5 jours de précipitations en janvier et 7 jours en juillet. Pour la période 1991-2020, la température moyenne annuelle observée sur la station météorologique de Météo-France la plus proche, « Cudot_sapc », sur la commune de Cudot à 13 km à vol d'oiseau, est de 11,7 °C et le cumul annuel moyen de précipitations est de 765,6 mm. 
La température maximale relevée sur cette station est de 42 °C, atteinte le 25 juillet 2019 ; la température minimale est de −13 °C, atteinte le 20 décembre 2009,,.
Les paramètres climatiques de la commune ont été estimés pour le milieu du siècle (2041-2070) selon différents scénarios d'émission de gaz à effet de serre à partir des nouvelles projections climatiques de référence DRIAS-2020. Ils sont consultables sur un site dédié publié par Météo-France en novembre 2022.

## Urbanisme

### Typologie
Au 1er janvier 2024, Armeau est catégorisée bourg rural, selon la nouvelle grille communale de densité à sept niveaux définie par l'Insee en 2022.
Elle est située hors unité urbaine. Par ailleurs la commune fait partie de l'aire d'attraction de Sens, dont elle est une commune de la couronne,. Cette aire, qui regroupe 65 communes, est catégorisée dans les aires de 50 000 à moins de 200 000 habitants,.

### Occupation des sols
L'occupation des sols de la commune, telle qu'elle ressort de la base de données européenne d’occupation biophysique des sols Corine Land Cover (CLC), est marquée par l'importance des territoires agricoles (47,4 % en 2018), une proportion identique à celle de 1990 (47,4 %). La répartition détaillée en 2018 est la suivante : 
forêts (45,5 %), terres arables (35,7 %), zones agricoles hétérogènes (8,2 %), zones urbanisées (4,3 %), prairies (3,5 %), eaux continentales (2,7 %). L'évolution de l’occupation des sols de la commune et de ses infrastructures peut être observée sur les différentes représentations cartographiques du territoire : la carte de Cassini (XVIIIe siècle), la carte d'état-major (1820-1866) et les cartes ou photos aériennes de l'IGN pour la période actuelle (1950 à aujourd'hui).

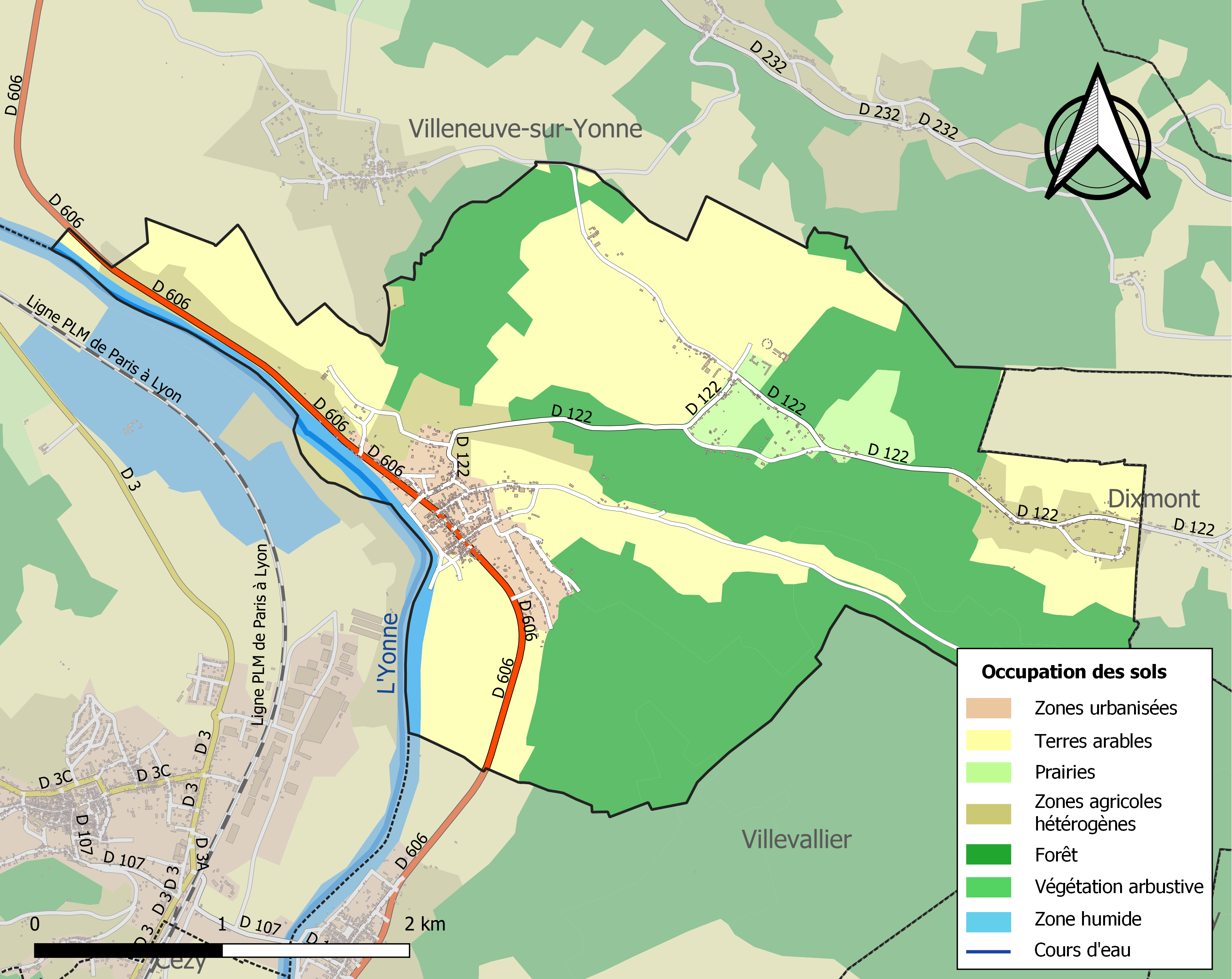
Carte des infrastructures et de l'occupation des sols de la commune en 2018 (CLC).

## Toponymie
Le nom de la localité est attesté sous la forme Hermeau en 1304.
Toponyme dérivé du mot gaulois erm avec le suffixe diminutif –al, –eau. Le latin classique utilisait un mot hérité du grec eremus pour désigner le désert, la solitude. Eremus a gardé ce sens de désert, de solitude, d’ermitage, mais, parallèlement, est apparu le sens rural de « lande stérile », « terre en friche », en bas latin herma terra. Le latin chrétien a emprunté au grec le terme « ermite », « celui qui vit dans la solitude ».

## Histoire
Des vestiges préhistoriques ont été trouvés sur le site d'Armeau, ainsi qu'un poignard de la Tène. Le site est listé dans la base de données de l'INPN. On y a trouvé des vestiges de bœuf domestique, chevreuil, castor, cerf élaphe, hérisson d'Europe, lièvre, mouton domestique, cochon domestique, sanglier, et renard roux.
La terre d'Armeau relevait du roi de France. Jusqu'à l'intégration du comté de Champagne à la Couronne, le village était la dernière possession royale face au comté de Joigny (vassal du comté de Troyes). Des bornes armoriées du XVIe siècle jalonnent dans les bois la séparation d'avec le comté de Joigny.
Lors du voyage que fit Charles IX pour découvrir la France entre 1564 et 1566 accompagné d'une nombreuse cour, après avoir couché à Joigny le 19 avril 1566, il s'arrêta déjeuner à "Remeau (Armeau),"pauvre village de champagne du diocèse de Sens" le 20 avril 1566.
Au lieu dit Le port de Ponton, un pont romain en bois qui prenait appui sur une ile disparue dans les années 1970 a été emporté par les eaux en 1658. Il traversait l'Yonne après la maladrerie de Saint-Julien-du-Sault qui se trouvait le long de la voie romaine.
Les piles du pont ont été arrachées par Monsieur Bonneville de Champvallon car en période d'eaux basses elles étaient un danger pour les bateaux chargés.
A eaux basses on peut encore apercevoir la plus grande des trois iles qui en 1741 mesurait autour de 400m de long et 60m de large.
En 1833, le préfet de l'yonne intenta un "procès en délaissement" qui n'aboutit pas contre son propriétaire.
Le village d'Armeau est doté d'un port  de chargement sur l'Yonne. Des convois d'ânes arrivés du plus profond de la forêt d'Othe voisine y transbordent du charbon de bois, des briques et des tuiles, du charbon. Il y passe aussi du bois flotté à destination de Sens et de Paris.
Un "compteur sur bois" est chargé par la ville de constater et faire respecter les ordonnances et règlements afin d'éviter les contestations entre marchands et vendeur. 
En 1651, Jean Cauchard Gaudon fut remplacé par Nicolat Pressurot.
À Palteau, des bois justifient un intérêt royal pour ses attraits cynégétiques lors des visites rendues à Villeneuve-le-Roi (auj. Villeneuve-sur-Yonne). Des gardes y sont établis au début du XIVe siècle. Toutefois, le roi Philippe Le Long préfère se séparer des lieux. Il inclut Palteau au sein de la vaste seigneurie de Mâlay-le-Roi qu'il crée avec les derniers éléments d'un foncier royal très ancien au profit de cadets de la famille de Sancerre. Les héritiers de Guillaume Griveau, maître de la Monnaie de Troyes et seigneur de la châtellenie de Mâlay-le-Roi, se partagent le 7 mars 1545 l'ensemble en huit seigneuries distinctes : celle de Palteau nait alors. Cantien Garot, gouverneur du fort de l'Ecluse, de Sète et bailli de Sens (+1669), acquéreur des derniers héritiers Chapelain en 1662, donne la seigneurie à son neveu Bénigne Dauvergne de Saint-Mars (+1708), mousquetaire, successivement gouverneur des forteresses prisons de Pignerol, d'Exilles, des Iles Sainte-Marguerite et de la Bastille. À ce titre, il gardera le surintendant Fouquet et le Masque de Fer. Ses neveux de Formanoir conserveront le château au XVIIIe. 
En 1598, Jean de Hullegaert, bourgeois de Villeneuve marié à Françoise de Beaujeu fille du seigneur de Verlin, achète le Château.
Elle était propriété de l'archevêché de Sens, puis passa à l'abbaye de Dilo.
Le Masque de Fer a séjourné au château de Palteau.

## Politique et administration

### Liste des maires
| Période        | Période   | Identité               | Étiquette | Qualité                              |
| -------------- | --------- | ---------------------- | --------- | ------------------------------------ |
| mai 1953       | mars 1965 | Marcel Collet          |           |                                      |
| mars 1965      | 1982      | Jean-Charles Panchetti |           |                                      |
| 1982           | mars 1989 | Roland Marquenet       |           |                                      |
| mars 1989      | juin 1995 | Jean Lejeune           |           |                                      |
| juin 1995      | 1999      | Jacqueline Guillou     |           |                                      |
| 1999           | 2001      | Guy Cristian           |           |                                      |
| 2001           | mars 2001 | Christian Cafardy      |           |                                      |
| mars 2001      | mars 2008 | Yves Girod             |           |                                      |
| mars 2008      | août 2012 | Gilbert Lair           |           | démissionnaire pour raisons de santé |
| septembre 2012 | 2014      | Roland Chasseloup      |           |                                      |
| 2014           | 2020      | Yves Girod             | DVD       | Enseignant                           |
| mars 2020      | En cours  | Catherine Toullier     |           |                                      |

## Démographie
L'évolution du nombre d'habitants est connue à travers les recensements de la population effectués dans la commune depuis 1793. Pour les communes de moins de 10 000 habitants, une enquête de recensement portant sur toute la population est réalisée tous les cinq ans, les populations de référence des années intermédiaires étant quant à elles estimées par interpolation ou extrapolation. Pour la commune, le premier recensement exhaustif entrant dans le cadre du nouveau dispositif a été réalisé en 2008.

En 2022, la commune comptait 759 habitants, en évolution de −1,3 % par rapport à 2016 (Yonne : −1,95 %, France hors Mayotte : +2,11 %).
| 1793 | 1800 | 1806 | 1821 | 1831 | 1836 | 1841 | 1846 | 1851 |
| ---- | ---- | ---- | ---- | ---- | ---- | ---- | ---- | ---- |
| 673  | 763  | 726  | 763  | 832  | 872  | 872  | 900  | 932  |

| 1856 | 1861 | 1866 | 1872 | 1876 | 1881 | 1886 | 1891 | 1896 |
| ---- | ---- | ---- | ---- | ---- | ---- | ---- | ---- | ---- |
| 836  | 867  | 878  | 861  | 810  | 814  | 770  | 695  | 670  |

| 1901 | 1906 | 1911 | 1921 | 1926 | 1931 | 1936 | 1946 | 1954 |
| ---- | ---- | ---- | ---- | ---- | ---- | ---- | ---- | ---- |
| 600  | 571  | 538  | 506  | 449  | 421  | 417  | 420  | 390  |

| 1962 | 1968 | 1975 | 1982 | 1990 | 1999 | 2006 | 2008 | 2013 |
| ---- | ---- | ---- | ---- | ---- | ---- | ---- | ---- | ---- |
| 423  | 439  | 469  | 403  | 455  | 533  | 682  | 724  | 766  |

| 2018 | 2022 | - | - | - | - | - | - | - |
| ---- | ---- | - | - | - | - | - | - | - |
| 770  | 759  | - | - | - | - | - | - | - |

## Culture locale et patrimoine

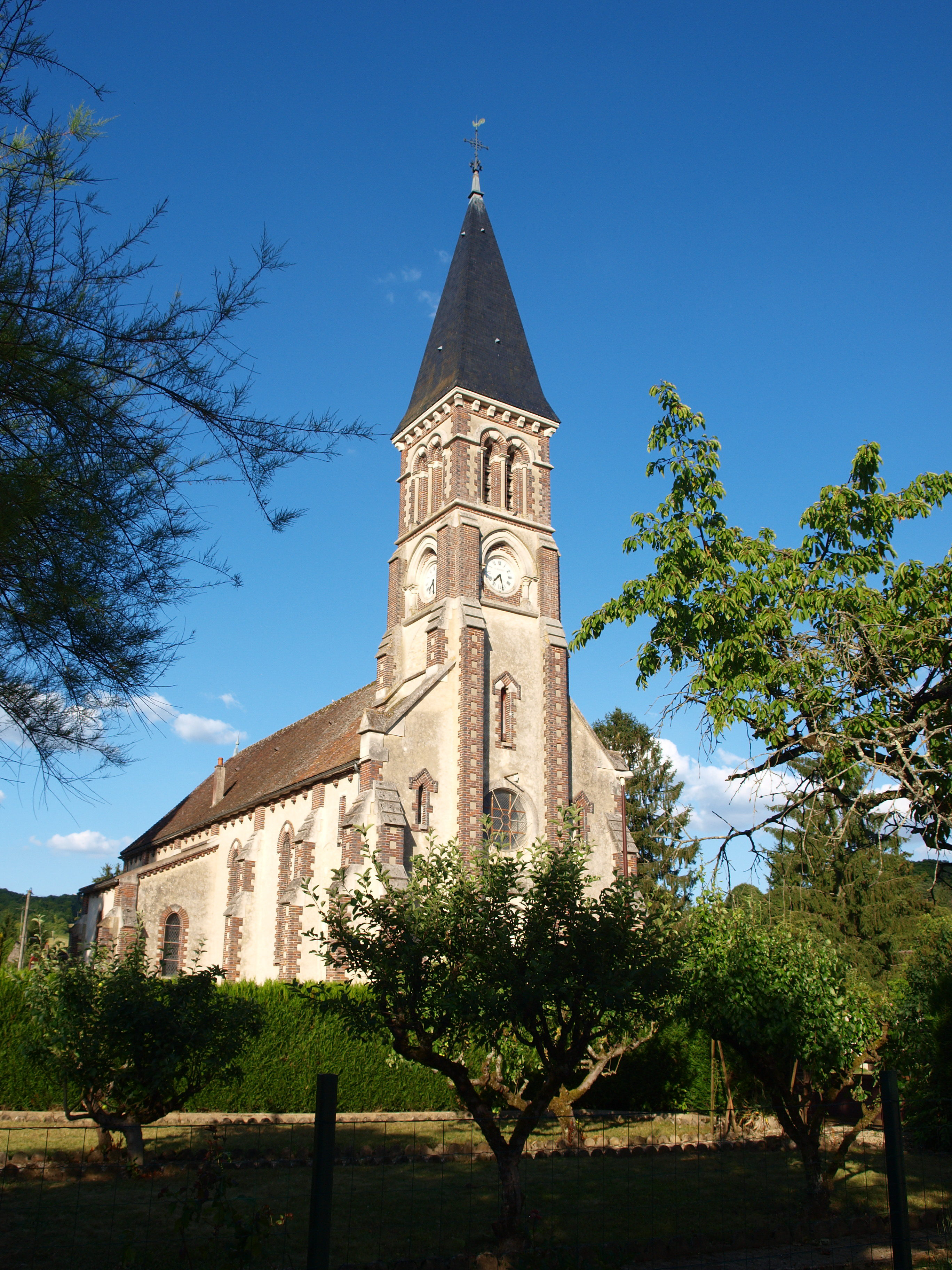
Vue de l'église Saint-Sulpice.

### Lieux et monuments
- Château de Palteau.
- Église Saint-Sulpice d'Armeau.

### Personnalités liées à la commune
- Paul Robert, créateur du dictionnaire Le Robert. Sa maison est située rue du Moulin-à-Vent.
- Pierre Quillard (14 juillet 1864 - 4 mars 1912), humaniste, poète défenseur des droits de l'homme, ami de Stéphane Mallarmé.
- Formanoir de Palteau.
- Bénigne Dauvergne de Saint-Mars.
- Roland de Mecquenem. Directeur des fouilles de Susiane (perse), il se marie au château de Palteau en 1913 avec Louise de Blanquet de Rouville.

## Environnement
La commune inclut une ZNIEFF :
- la ZNIEFF de la forêt d'Othe et ses abords[22], qui englobe 29 398 ha répartis sur 21 communes[23]. Le milieu déterminant est la forêt ; on y trouve aussi eaux douces stagnantes, landes, fruticées, pelouses et prairies.

## Pour approfondir